# Typhonium echinulatum
Typhonium echinulatum är en kallaväxtart som beskrevs av Wilbert Leonard Anna Hetterscheid och Sookchaloem. Typhonium echinulatum ingår i släktet Typhonium och familjen kallaväxter.
Artens utbredningsområde är Thailand. Inga underarter finns listade.